# Чемпіонат світу з хокею із шайбою 2003 (дивізіон III)
Чемпіонат світу з хокею із шайбою 2003 (дивізіон III) — чемпіонат світу з хокею із шайбою, який проходив в період з 3 квітня по 6 квітня 2003 року у Окленді (Нова Зеландія).

## Результати
| 3 квітня 19:15 | Нова Зеландія | 7-1 (2-0,2-1,3-0) | Туреччина     |
| 5 квітня 20:00 | Люксембург    | 2-7 (1-3,0-3,1-1) | Нова Зеландія |
| 6 квітня 20:00 | Туреччина     | 3-5 (1-1,0-0,2-4) | Люксембург    |

## Таблиця
| Збірна           | М | В | Н | П | Ш    | О |
| ---------------- | - | - | - | - | ---- | - |
| 1. Нова Зеландія | 2 | 2 | 0 | 0 | 14-3 | 4 |
| 2. Люксембург    | 2 | 1 | 0 | 1 | 7-10 | 2 |
| 3. Туреччина     | 2 | 0 | 0 | 2 | 4-12 | 0 |